# Église réformée Notre-Dame de Payerne
Le temple de Payerne, également appelé église réformée Notre-Dame de Payerne, est un lieu de culte protestant situé à Payerne, en Suisse. La paroisse est membre de l'Église évangélique réformée du canton de Vaud.

## Histoire
L'église Notre-Dame de Payerne date de la fin de l'époque gothique. Elle est construite à côté de l'abbatiale, autour de la place qu'elle forme avec l'ancien tribunal et sur laquelle se trouve la fontaine du Banneret.

Vue de l'église Notre-Dame, photographie Max van Berchem, 1899

Au XVIIIe siècle, les autorités communales et paroissiales mandatent Michael Grob pour la création d'un orgue dans l'église. Celui-ci sera complètement rétabli dans sa disposition d'origine lors d'un restauration menée en 1993. 

En 1817, à la suite de travaux de fouilles, on pense retrouver le tombeau de la reine Berthe  sous l'une des tours de l'église ; selon la légende, y était également conservée la selle de la reine qui présentait la particularité d'avoir une ouverture sur l'un des côtés permettant d'y glisser le bâton d'une quenouille.

Vue du coin sud-ouest de l'église Notre-Dame, photographie Max van Berchem,1899

Le temple est inscrit comme bien culturel suisse d'importance nationale.